# 突厥斯坦軍團
突厥斯坦軍團（德語：Turkistanische Legion），是第二次世界大戰蘇德戰爭後建立的軍事单位。這些部隊大多數是紅軍突厥人戰俘，希望在戰爭結束後，在中亞建立一個獨立的國家。納粹試圖利用突厥人的反俄情緒達到在俄羅斯的政治利益(反對蘇聯宗教經濟政策)。第一個“突厥斯坦軍團”在1942年5月被動員最初只有一個營組成，在1943年已擴大到16個營和16,000名士兵。國防軍的指揮下，動員這些單位專門在西線作戰(法國和意大利北部的戰爭前線)。
大部分突厥斯坦軍團最終被英軍監禁和遣返到俄羅斯，在那裡他們將面臨為軸心國軍隊並肩作戰的罪名被送到蘇聯政府的古拉格集中營或監獄。
軍團的著名成員包括拜米尔扎·海特，戰爭結束後在德國定居，並成為一個中亞和突厥斯坦歷史學家。